# In Harm's Way
In Harm's Way is een Amerikaanse zwart-wit oorlogsfilm uit 1965 met John Wayne, Kirk Douglas en Patricia Neal in de hoofdrol. De film gaat over de oorlog in de Stille Oceaan.
Het is een verfilming van de roman Harm's Way (1958) van de Amerikaanse auteur James Bassett. In Nederland werd de film destijds uitgebracht onder de titel De ongelooflijke overwinning. 
Dit was de laatste film van John Wayne voor hij aan longkanker geopereerd werd, iets wat wel in verband gebracht wordt met zijn ietwat ingehouden acteren in de film. Ook was het zijn laatste zwart-wit film; de film is ongebruikelijk in dat het wel een zwart-wit film was maar toch in breedbeeld opgenomen. De éne Oscar-nominatie die de fim verwierf was voor deze zwart-wit fotografie.

## Verhaal
John Wayne speelt een wat oudere, sinds lang gescheiden, officier in de Amerikaanse marine, die tijdens de aanval op Pearl Harbor het bevel voert over een schip (met Kirk Douglas als eerste officier) en daarna geslachtofferd wordt. Hij laat een oogje vallen op de ook wat oudere ziekenzuster Maggie Haynes (Patricia Neal), en doet bovendien een poging om de band te herstellen met de zoon die hij al lang uit het oog verloren had, maar die nu op dezelfde plaats dient. Na enige tijd krijgt hij een nieuwe kans, een promotie en een nieuw bevel, in de frontlinies. Hij haalt zijn eerste officier terug en begint tactisch te plannen. Verdere verwikkelingen blijven niet uit: uiteindelijk sluit de film met een kleine zeeslag.

## Rolverdeling
| Acteur           | Personage          |
| ---------------- | ------------------ |
| John Wayne       | Rockwell Torrey    |
| Kirk Douglas     | Paul Eddington     |
| Patricia Neal    | Maggie Haynes      |
| Tom Tryon        | Mac McConnel       |
| Paula Prentiss   | Bev McConnel       |
| Brandon De Wilde | Jere Torrey        |
| Jill Haworth     | Annalee Dorne      |
| Dana Andrews     | Admiraal Broderick |
| Stanley Holloway | Clayton Canfil     |
| Burgess Meredith | Egan Powell        |
| Franchot Tone    | CINCPAC I          |
| Patrick O'Neal   | Neal Owynn         |
| Carroll O'Connor | Burke              |
| Slim Pickens     | Culpepper          |
| James Mitchum    | Griggs             |
| George Kennedy   | Gregory            |
| Bruce Cabot      | Quoddy             |
| Barbara Bouchet  | Liz Eddington      |
| Tod Andrews      | Tuthill            |
| Larry Hagman     | Cline              |
| Stewart Moss     | Balch              |
| Richard LePore   | Tom Agar           |
| Chet Stratton    | Scheepsarts        |
| Soo Yong         | Huilende vrouw     |
| Dort Clark       | Boston             |
| Phil Mattingly   | Schipper           |
| Henry Fonda      | CINCPAC II         |